# Измайлов, Фазиль Марданович
Фази́ль Марда́нович Изма́йлов (род. 24 ноября 1951; Москва) — бывший первый заместитель префекта Северного административного округа Москвы.
С 1991 года работал первым заместителем супрефекта района Сокол. В 1997 году избран главой управы района Сокол. С 2007 года — первый заместитель префекта Северного административного округа. После ухода с поста префекта Юрия Хардикова 16 февраля 2009 года Фазиль Измайлов назначен временно исполняющим обязанности префекта. 1 июля 2009 года на должность префекта Северного административного округа был назначен Олег Митволь, и Фазиль Измайлов остался первым заместителем префекта. 27 ноября 2012 года освобождён от занимаемой должности.
По информации газеты «Известия», Фазиль Измайлов является старшим братом бывшего владельца Черкизовского рынка Тельмана Исмаилова. 
Фазиль Марданович трижды менял фамилию. Сначала он был Исмаиловым, потом Исмайловым и наконец стал Измайловым. Таким образом братья не афишировали своё родство.
Впрочем, в 2005 году Фазиль Измайлов рассказывал, что родился в Москве, а его отец был генералом.
По информации газеты «Комсомольская правда», был хозяином торговых павильонов-палаток на Ленинградском проспекте в районе станции метро «Сокол», построенных в 1990-х и снесённых решением правительства Москвы 9 февраля 2016 года.

## Образование
Окончил юридический факультет МГУ, доктор юридических наук. Награждён медалью ордена «За заслуги перед Отечеством» II степени.